# Ляодунский залив
Ляоду́нский зали́в — внутренний залив Жёлтого моря, расположен в Китае.

## Описание
Залив находится между континентом и Ляодунским полуостровом. Вдаётся в сушу на 220 км, ширина при входе — 175 км. Глубина изменяется от 10 до 50 м. Приливы неправильные полусуточные, величиной 4,4 м.
Омывает берега китайских провинций Хэбэй и Ляонин. На северо-востоке залива расположен порт Инкоу.